# Cameron Bairstow
Cameron David Bairstow (ur. 7 grudnia 1990 w Brisbane) – australijski koszykarz, występujący na pozycji skrzydłowego, aktualnie zawodnik Lietuvosu Rytas Wilno.
17 czerwca 2016 został oddany w wymianie z Chicago Bulls do Detroit Pistons w zamian za Spencera Dinwiddiego.
25 lipca 2019 został zawodnikiem litewskiego Lietuvosu Rytas Wilno.

## Osiągnięcia
Stan na 25 lipca 2019, na podstawie, o ile nie zaznaczono inaczej.
NCAA
- Mistrz:
  - Konferencji Mountain West (MWC – 2012, 2013)[5]
  - turnieju MWC (2012, 2013)[5]
- MVP turnieju Mountain West (2014)
- Zaliczony do:
  - I składu:
    - turnieju konferencji Mountain West (2013, 2014)
    - All-Conference First Team (2014)

  - składu Mountain West All-Conference Honorable Mention (2013)

Reprezentacja
- Mistrz Australii i Oceanii (2013)[6]
- Wicemistrz uniwersjady (2013)[5]
- Finalista Pucharu Stankovica (2012)[7]
- Uczestnik mistrzostw świata (2014 – 12. miejsce)[8]